# Alexiare
Nella mitologia greca  Alexiare , Alessiare o Alessariete (in greco antico: Ἀλεξιάρης) era il nome di uno dei figli di Eracle e di  Ebe.

## Il mito
Eracle, il famoso eroe figlio di Zeus che compì le dodici fatiche, appena raggiunse suo padre e tutti gli dei dell'Olimpo, sposò la bella Ebe, coppiera degli dei e dea della giovinezza, che appunto lo fece ringiovanire.
Dalla loro unione nacquero due figli, uno dei quali si chiamava appunto Alexiare e l'altro  Aniceto.

### Fonti
- Omero, Odissea XI, 604

In realtà nel passo citato non si parla di Alessiare: si dice solo che Eracle vive tra gli dèi e ha per moglie Ebe "dalle belle caviglie".

### Moderna
- Anna Ferrari, Dizionario di mitologia, Litopres, UTET, 2006, ISBN 88-02-07481-X.